# Сауда бінт Зама

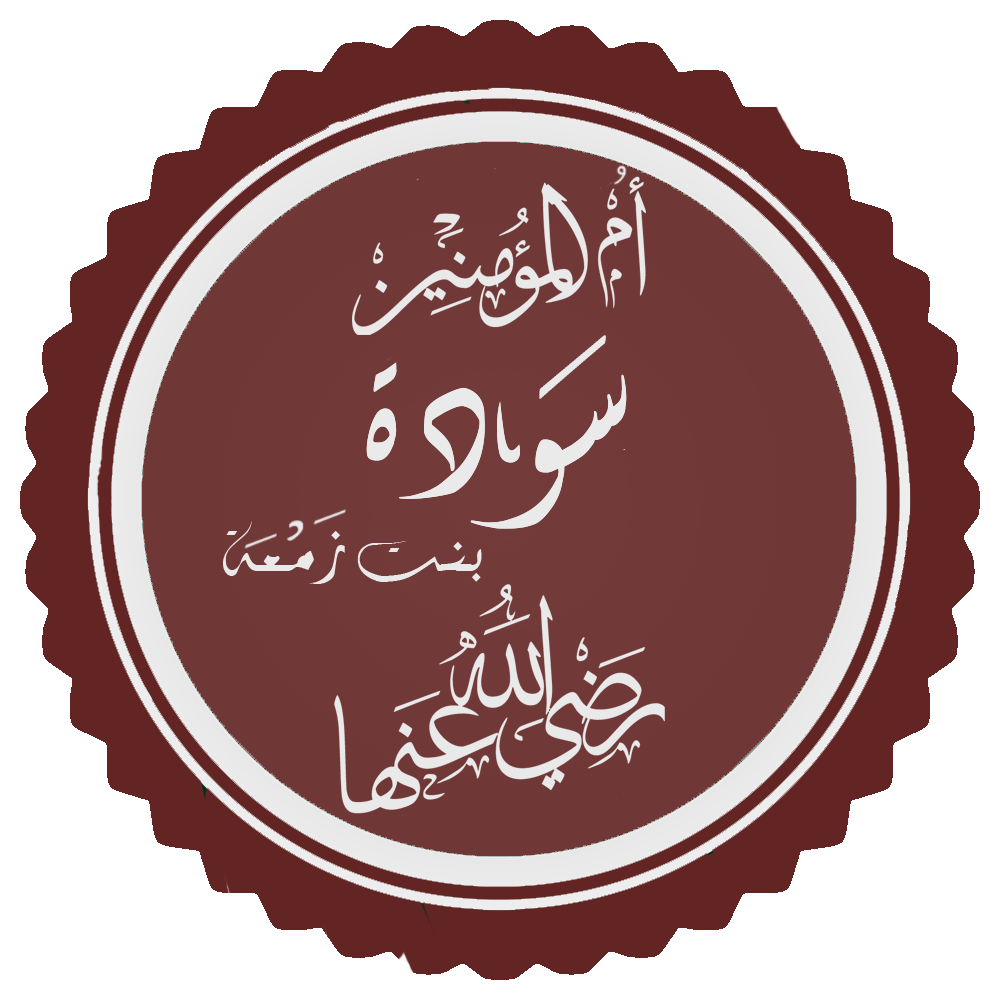

Сауда бінт Зама (араб. سودة بنت زمعة) — друга дружина пророка Мухаммеда, мати правовірних. Сауда стала першою жінкою після смерті Хадіджі, з якою одружився Мухаммед у 622 р.

До цього вона була одруженою зі своїм двоюрідним братом Сакраном ібн Амром. Вони разом прийняли іслам і стали одними з перших мусульман. За це переслідувались курайшитами, що змусили їх залишити Мекку та виїхати до Ефіопії. Після повернення до Мекки Сакран помер. На той час Сауді було коло 30-ти років. Пророк Мухаммед, у якого недавно померла його улюблена дружина Хадіджа, одружився з нею.
За мусульманським переданням Сауда була побожною та благочестивою жінкою. Вона померла наприкінці періоду правління халіфа Омара.